# NGC 4438
NGC 4438 é uma galáxia espiral (S0-a) localizada na direcção da constelação de Virgo. Possui uma declinação de +13° 00' 31" e uma ascensão recta de 12 horas, 27 minutos e 45,6 segundos.
A galáxia NGC 4438 foi descoberta em 8 de Abril de 1784 por William Herschel.